# Чехословацкая колония Того

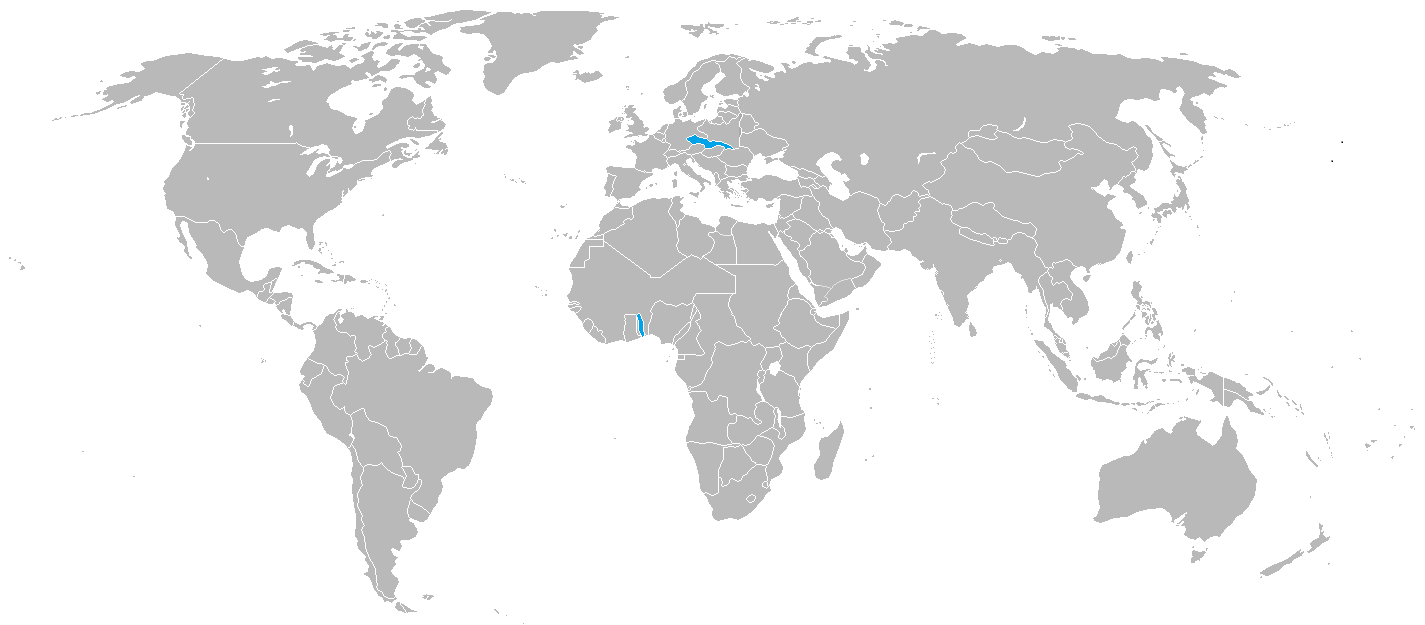
Чехословакия и Того на карте мира

Чехословацкая колония в Того — нереализованная концепция чехословацкой колонии в Западной Африке. Автором этой идеи считаются путешественник Ян Гавласа, а также востоковед Алоис Мусил или авантюрист Эмиль Голуб, которым идея чешской колонии тоже не была чужда. Следует отметить, что в официальных документах не упоминалась намерение недавно образованной Чехословакии получить под управление Того, поэтому идея получения заморской территории является скорее «желанием» некоторых чехословацких граждан, чем историческим фактом. В действительности, после Первой мировой войны бывшее германское Того было разделено между Францией и Великобританией.

## Исторический контекст

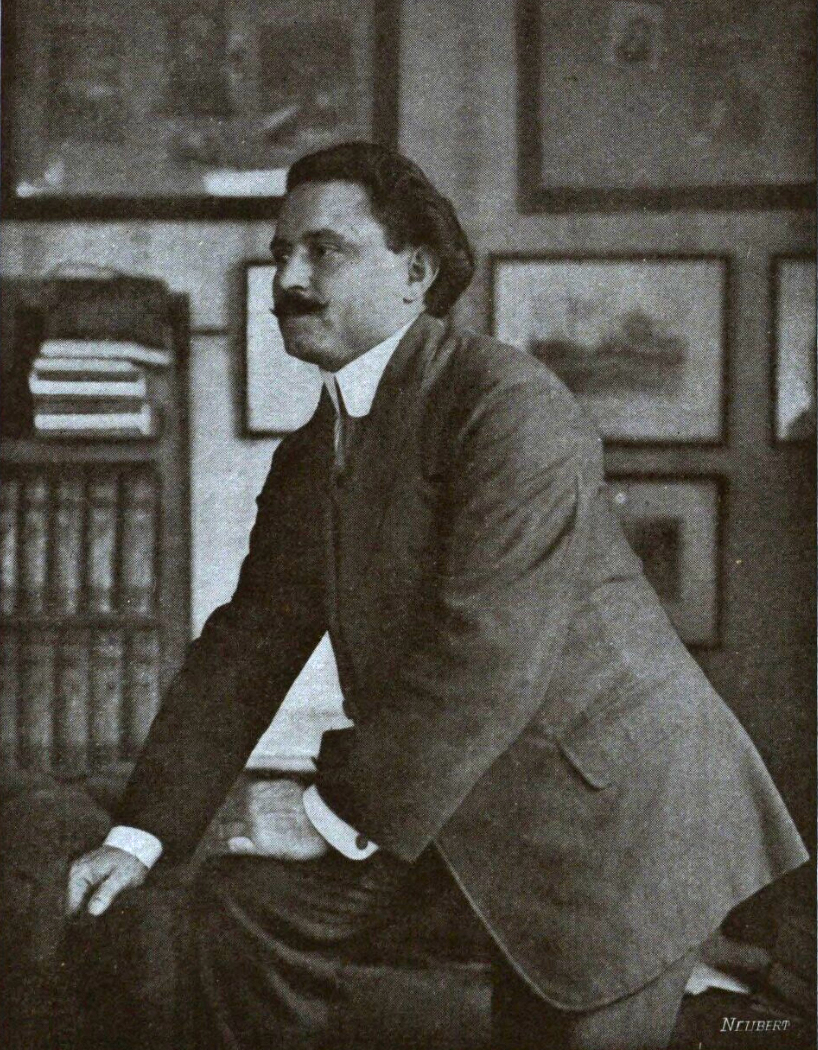
Ян Гавласа также считал, что Чехословакия может участвовать в колонизации Новой Гвинеи

Идея создания чехословацкой колонии была наиболее близка к осуществлению в 1919 году, когда в Версале проходила мирная конференция. Среди прочего, было решено, что Германская империя будет лишена своих заморских территорий, в том числе Того, тогда известного как Тоголенд.
В 1919 году Гавласа опубликовал брошюру о Чешской заморской колонии (чеш. České kolonie zámořské), в которой выбрал Того как наиболее подходящий район для колонизации. Одной из причин, по которой эта территория должна была стать чехословацкой колонией, является тот факт, что тогдашнее тонганское население в бывшей немецкой колонии в 1912 году увеличилось чуть более чем на миллион а эта территория занимала около трети Чехословакии (площадь Чехословацкой Республики на момент ее создания составляла 140 446 км², в то время как сегодняшнее Того — 56 789 км²), и поэтому считалось, что у чехословацких властей не будет больших проблем с управлением территорией. Предлагалось направить в Африку Чехословацкие легионы, возвращающиеся из Сибири. В то время в Того сохранялась германская администрация, и предполагалось, что её методы окажутся привычными чехам, прожившим несколько столетий под немецкой властью. В пути находилось более 60 000 чехословацких легионеров.

## Перспективы

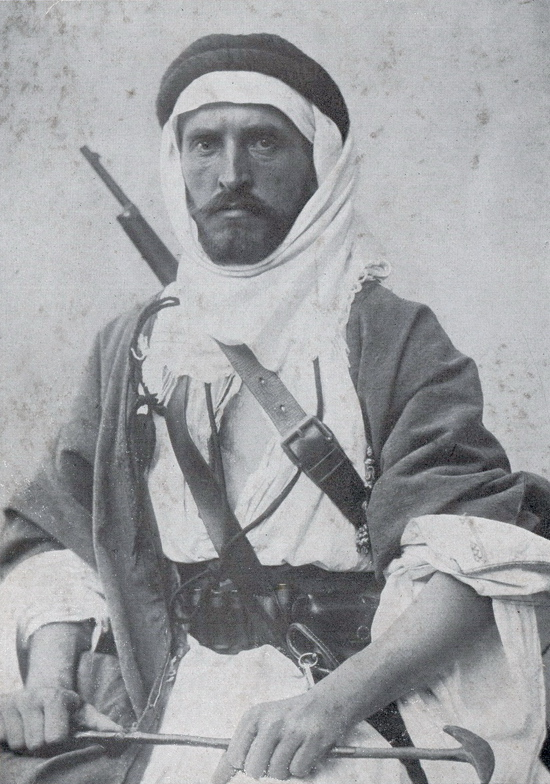
Алоис Мусил, сторонник активного участия правительства Чехословакии в колониальной политике

Если бы Того действительно стало колонией Чехословакии, считалось, что железная руда и такие товары, как какао, кофе, просо или кожа, могут быть импортированы оттуда в чехословацкий порт в Германии. Это казалось огромной выгодой для чехословацких заводов в Европе. Некоторые путешественники, такие как Вилем Немец, считали, что крупные компании (Škoda, ČKD и другие) могут открыть производство в Того и использовать местную рабочую силу. Другие сторонники чехословацкого Того предполагали, что местные жители будут получать образование с помощью чешских учителей, как это произошло в Подкарпатской Руси. В Того чехословаки также впервые столкнулись бы с болезнями, типичными для континента, такими как сонная болезнь, озноб или малярия.

## В филателии
Коллекционерам встречаются немецкие колониальные марки Тоголенда с оттисками Č.S.P. («чехословацкая почта»). Происхождение этой модификации неизвестно, это могла быть частная модификация неизвестного автора на некоторых излишках немецких марок.